# Campionati arabi di atletica leggera
I Campionati arabi di atletica leggera sono una manifestazione biennale di atletica leggera, promossa dall'Arab Athletics Federation a partire dal 1977. Partecipano alla manifestazione quasi tutti i paesi provenienti dal Medio e Vicino Oriente e del Nord Africa, a cui si sono aggiunti altri paesi del mondo islamico come alcuni paesi del Corno d'Africa, il Sultanato islamico del Brunei e l'arcipelago delle Comore. Mentre non vi prendono parte l'Iran e la Turchia.
La manifestazione non ebbe luogo nel 1985 a causa di una sovrapposizione con i Giochi panarabi dello stesso anno. Nonostante ciò entrambi gli eventi dal 1997 sono occorsi nel medesimo anno numerose volte, diversificandosi i periodi dell'anno (l'inizio per i campionati e la fine dell'anno per i Giochi panarabi). Le competizioni sono state aperte alle donne a partire dal 1979, con la partecipazione di sole 20 atlete. Unicamente in occasione dei campionati del 1997-1998 gli eventi sono stati divisi per genere e sono stati sostenuti in due momenti e luoghi differenti.

## Edizioni
| Anno      | Edizione | Date               | Sede      | n° paesi | Eventi | Atleti | Note  |
| --------- | -------- | ------------------ | --------- | -------- | ------ | ------ | ----- |
| 1977      | I        | 27-30 settembre    | Damasco   | 22       | 12     | 215    |       |
| 1979      | II       | 23-26 ottobre      | Baghdad   | 32       | 12     | 220    |       |
| 1981      | III      | 21-24 agosto       | Tunisi    | 39       | 16     | 330    |       |
| 1983      | IV       | 19–22 agosto       | Amman     | 39       | 18     | 388    |       |
| 1987      | V        | 6–9 luglio         | Algeri    | 40       | 14     | -      |       |
| 1989      | VI       | 2–5 ottobre        | Il Cairo  | 43       | 16     | 325    |       |
| 1991      | VII      | 1º–4 ottobre       | Laodicea  | 39       | 13     | -      |       |
| 1993      | VIII     | 24–27 settembre    | Laodicea  | 40       | 14     | -      |       |
| 1995      | IX       | 26–28 agosto       | Il Cairo  | 45       | 15     | 500    |       |
| 1997 1998 | X        | 10–12 settembre    | Ta'if     | 22       | 13     | 210    |       |
| 1997 1998 | X        | 25–27 giugno       | Damasco   | 20       | 5      | 80     |       |
| 1999      | XI       | 21–24 ottobre      | Beirut    | 41       | 15     | 275    |       |
| 2001      | XII      | 2–5 ottobre        | Damasco   | 43       | 15     | 355    |       |
| 2003      | XIII     | 5–9 settembre      | Amman     | 45       | 16     | -      |       |
| 2005      | XIV      | 15–18 settembre    | Radès     | 45       | 14     | 235    |       |
| 2007      | XV       | 18–21 maggio       | Amman     | 46       | 17     | 427    |       |
| 2009      | XVI      | 6-9 ottobre        | Damasco   | 46       | 17     | 334    |       |
| 2011      | XVII     | 26–29 ottobre      | al-'Ayn   | 46       | 17     | 500    |       |
| 2013      | XVIII    | 21-24 maggio       | Doha      | 46       | 18     | 368    | [ 2 ] |
| 2015      | XIX      | 24–27 aprile       | Manama    | 44       | 21     | 700    | [ 3 ] |
| 2017      | XX       | 15–18 luglio       | Radès     | 44       | 16     | 400    |       |
| 2019      | XXI      | 5–8 aprile         | Il Cairo  | 44       | 13     |        |       |
| 2021      | XXII     | 16–20 giugno       | Radès     | 46       | 14     |        |       |
| 2023      | XXIII    | 20-24 giugno       | Marrakech | 46       | 16     | 250    |       |
| 2025      | XXIV     | 30 aprile–4 maggio | Orano     | 23       | 12     | 224    |       |